# All Days Are Nights: Songs for Lulu
All Days Are Nights: Songs for Lulu ist das sechste Studioalbum des kanadisch-US-amerikanischen Singer-Songwriters Rufus Wainwright. Es erschien am 23. März 2010 auf Polydor Records.
Das Album enthält drei von Wainwright vertonte Shakespeare-Sonette und die Schlussarie seiner Oper Prima Donna.
2012 erschienen die Noten für Singstimme und Klavier von allen zwölf Stücken des Albums bei Schott Music.

## Entstehungsgeschichte

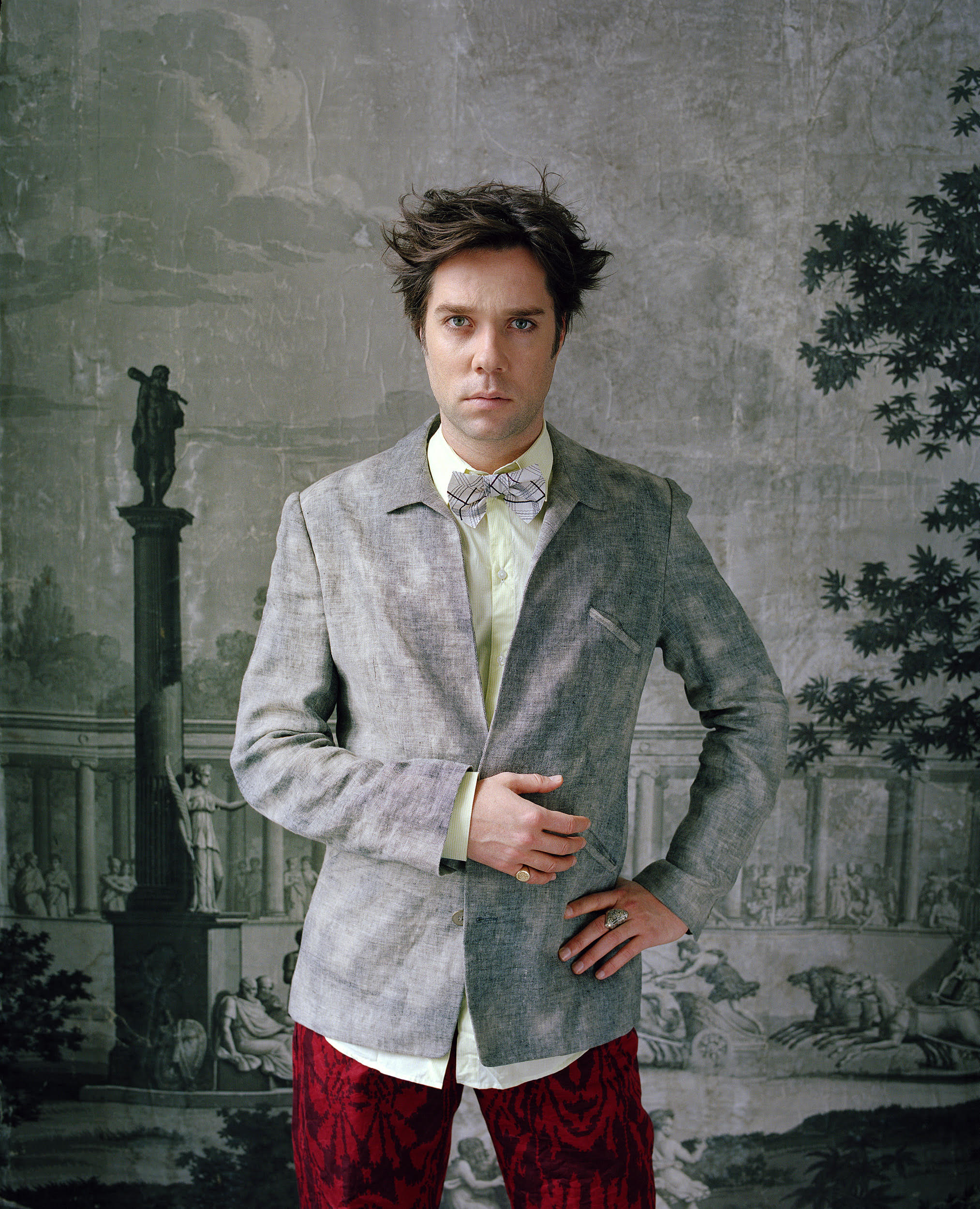
Rufus Wainwright im Jahr 2010

Im Gegensatz zu Rufus Wainwrights sonst reich instrumentierten und orchestrierten Alben weisen die Songs dieses Albums eine reine Klavierbegleitung auf, so dass das komplette Album von Wainwright alleine eingespielt wurde.
Der erste Teil des Titels, „All Days Are Nights“, ist ein Zitat aus Sonett 43, eines der drei vertonten Shakespeare-Sonette auf dem Album. Ursprünglich vertonte Wainwright diese Sonette neben 22 weiteren für eine Inszenierung von Robert Wilson am Berliner Ensemble. „Songs for Lulu“ bezieht sich auf die Rolle von Louise Brooks im Stummfilm Die Büchse der Pandora von 1929 und auf die Oper Lulu von Alban Berg. Wainwright erklärt dazu: „Es geht um diese Vorstellung von einer Person, die so umwerfend ist, dass sie alles und jeden auf ihrem Weg zerstört. Ein bloßer Wimpernschlag von ihr genügt, um ganze Gebäude zum Einsturz zu bringen.“
Dieses Album war für Wainwright eine Trauerarbeit, mit der er sich auf den Tod seiner Mutter vorbereitete. Kate McGarrigle starb kurz vor Erscheinen des Albums im Januar 2010 im Alter von 63 Jahren an Krebs.

## Live
Zum ersten Mal live vorgestellt wurde All Days Are Nights im März 2010 in der Rose Bar des New Yorker Gramercy Park Hotels. Unter den handverlesenen Gästen waren Prominente wie Susan Sarandon, Drew Barrymore, Scarlett Johansson, Lucy Liu und Lou Reed.
Auf der folgenden Tournee führte Wainwright als ersten Teil der Konzerte das komplette Album als Liederzyklus auf und bat das Publikum, während der Aufführung auf Applaus zu verzichten. Begleitet wurde die Aufführung von einer Videoinstallation des schottischen Künstlers Douglas Gordon, in der sein geschminktes Auge in Zeitlupe zu sehen war.

## Aufführung durch andere Künstler
Die New York City Opera präsentierte Who Are You New York?: The Songs of Rufus Wainwright am 17. November 2011 zum Saisonauftakt im Lincoln Center in New York City. Dabei wurde das komplette Album von Opernsängern aufgeführt. Während der Saison 2011/2012 hatte Wainwrights Oper Prima Donna an der NYCO US-Premiere.
Am 1. März 2012 führte die kanadische Mezzo-Sopranistin Wallis Giunta den Songzyklus im Jane Mallett Theatre in Toronto auf.
Bei einem gemeinsamen Konzert mit Wainwright am Festspielhaus St. Pölten am 9. März 2014 sang Sopranistin Janis Kelly den Songzyklus, nachdem Angelika Kirchschlager ihren Auftritt absagen musste. Kelly hatte schon die Hauptrolle in Wainwrights Oper Prima Donna gesungen. Angelika Kirchschlager sang den Songzyklus schließlich am 14. Juni 2015 bei einem gemeinsamen Konzert mit Wainwright im Rahmen der Ludwigsburger Schlossfestspiele.

## Rezeption
Das Album wurde von den Kritikern überwiegend positiv aufgenommen. Laut.de schreibt: „Die große Stärke dieses Albums liegt in seiner Kohärenz. Keines der Stücke drängt sich auf, alle reihen sich wunderbar in den durchweg niveauvollen Songzyklus. Rufus Wainwright mag ihn zur karthatischen Überwindung seiner Seelenpein komponiert haben, den Hörer lädt er damit auf eine tröstliche, wunderbare musikalische Reise ein.“ Rolling Stone bezeichnet das Album als „seine bei Weitem am schwersten zu liebende Platte.“ Plattentests.de gibt zu bedenken: „All days are nights: Songs for Lulu muss als Liederzyklus verstanden werden, etwa wie Franz Schuberts ‚Winterreise‘. Ohnehin sind die zwölf Stücke eher Kunstlieder als Popsongs, eher E-Musik als U-Musik.“ Jazzecho schlussfolgert: „All Days Are Nights: Songs For Lulu ist ein Kunstwerk, das die Dimension der CD sprengt. Dieses Album ist nicht für die Vergänglichkeit des Marktes gemacht, sondern lädt zu einer Neubewertung menschlicher Kreativität in größerem Rahmen ein. In früheren Zeiten hatte man für diese Art von Arbeit eine unschlagbare Bezeichnung: Meisterwerk!“

## Titelliste
Alle Stücke von Rufus Wainwright, sofern nicht anders vermerkt.
1. Who Are You New York? – 3:42
2. Sad with What I Have – 3:06
3. Martha – 3:12
4. Give Me What I Want and Give It to Me Now! – 2:08
5. True Loves – 3:52
6. Sonnet 43 (William Shakespeare, Wainwright) – 4:28
7. Sonnet 20 (Shakespeare, Wainwright) – 2:59
8. Sonnet 10 (Shakespeare, Wainwright) – 2:56
9. The Dream – 5:27
10. What Would I Ever Do with a Rose? – 4:23
11. Les feux d’artifice t’appellent (Wainwright, Bernadette Colomine) – 5:57
12. Zebulon – 5:38

## Chartplatzierungen
All Days Are Nights: Songs for Lulu erreichte Platz 13 der griechischen, Platz 21 der britischen und Platz 27 der norwegischen Albumcharts.
| ChartsChartplatzierungen       | Höchstplatzierung | Wochen |
| ------------------------------ | ----------------- | ------ |
| Österreich (Ö3)                | 75 (1 Wo.)        | 1      |
| Vereinigte Staaten (Billboard) | 75 (1 Wo.)        | 1      |
| Vereinigtes Königreich (OCC)   | 21 (2 Wo.)        | 2      |